# Colomys goslingi
Colomys goslingi är en däggdjursart som beskrevs av Thomas och Wroughton 1907. Colomys goslingi är ensam i släktet Colomys som ingår i familjen råttdjur. IUCN kategoriserar arten globalt som livskraftig. Inga underarter finns listade i Catalogue of Life.
Denna gnagare är nära släkt med två andra släkten av afrikanska råttdjur, Nilopegamys och Zelotomys. De sammanfattas av Wilson & Reeder (2005) i Colomys-gruppen inom underfamiljen Murinae.
Colomys goslingi förekommer med flera från varandra skilda populationer i centrala Afrika. Arten når i norr Kamerun och Sydsudan samt i syd norra Angola. Den lever i kulliga områden och i bergstrakter mellan 400 och 3200 meter över havet. Gnagaren vistas oftast vid floder eller vid andra vattenansamlingar i regnskogar. Den hittas även vid vattenställen i savanner och gräsmarker.
Arten blir 10 till 14 cm lång (huvud och bål), har en 13 till 20 cm lång svans och väger 42 till 75 g. Pälsen har på ovansidan en mörkbrun till kanelbrun färg, buken är största delen av extremiteterna är vita. Gränsen mellan dessa två färger är ganska skrap. Vid varje öra förekommer ibland en ljus till vitaktig fläck. Svansen är allmänt glest täckt med hår och bär fjäll. Även på de gråa öronen är håren tunna.
Individerna är aktiva på natten och gräver korta tunnlar vid strandlinjen. De har bra simförmåga och letar ofta i vatten efter föda, bland annat maskar, kräftdjur och vattenlevande insekter. På land äter de mindre ryggradsdjur och några växtdelar.
Enligt de få studier som finns har arten fasta parningstider. Upphittade honor var dräktiga med en till tre ungar.